# Opius longissimicauda
Opius longissimicauda är en stekelart som beskrevs av Fischer 1962. Opius longissimicauda ingår i släktet Opius och familjen bracksteklar. Inga underarter finns listade i Catalogue of Life.